# Technologie du vide
 (août 2023).
Si vous disposez d'ouvrages ou d'articles de référence ou si vous connaissez des sites web de qualité traitant du thème abordé ici, merci de compléter l'article en donnant les références utiles à sa vérifiabilité et en les liant à la section « Notes et références ».
 (août 2023).
La technologie du vide regroupe l'ensemble des solutions pour produire, réguler et mesurer le vide. Elle permet d'accéder à des pressions inférieures à la pression atmosphérique et a de nombreuses applications industrielles. Cette technologie implique la fabrication d'enceintes étanches, desquelles sont extraits les gaz qui s'y trouvent. La pression est réduite jusqu'à approcher le vide, caractérisé par l'absence de toute matière. 
En pratique, il n'est pas possible d'atteindre le vide parfait. On parle alors de « qualité du vide » pour préciser la gamme de pression atteinte.

## Principales technologies

### Pompe à vide
La pompe est choisie en fonction de différents paramètres : le volume à pomper, les matériaux composant la chambre à vide (selon leur taux de désorption), le type de gaz à extraire, ou encore la qualité du vide (vide poussé ou non) que l'on veut obtenir.

### Jauge à vide
Une jauge à vide est un manomètre permettant de mesurer les très basses pressions.
Il en existe plusieurs types :
- jauge piezo-électrique ;
- jauge capacitive à membrane[3] ;
- jauge à thermocouple (désormais souvent remplacée par les jauges de Pirani) ;
- jauge de Pirani et micropirani ;
- jauge à ionisation à cathode froide (jauge de Penning) ;
- jauge à ionisation à cathode chaude (en) (Bayart-Alpert).

### Vanne
La vanne est un mécanisme séparant plusieurs sections d'un tuyau, permettant d'obstruer ou de laisser libre la circulation d'un fluide.
- Vanne à papillon
- Vanne à soufflet
- Vanne à boisseau sphérique (pour vide primaire)
- Vanne à tiroir.

### Bride et joints toriques
La qualité du vide obtenu dépend des types de matériaux et des systèmes de fixations choisis : la qualité des fixations influence l'étanchéité du système et les taux de désorption varient selon les matériaux.
Pour des vides primaires (100 – 0,1 Pa, voir Vide (physique)), on utilise des matières organiques telles que le fluoroélastomère et le butadiène-acrylonitrile. Le fluoroélastomère est plus perméable à l'hélium et a une durée de vie plus longue (résistance aux ultraviolets).
Pour des vides secondaires (0,1 - 10−6 Pa), on préfère les métaux (cuivre, indium).
La norme ISO-KF régit les brides de diamètre nominal de 10 à 63 mm et la norme ISO-K celles de diamètres supérieurs.

### Détecteur de fuite
- Détecteur à gaz traceur hélium
- Détecteur à gaz traceur dihydrogène
- Détecteur à gaz traceurs réfrigérants

## Applications
Le vide est utilisé dans de nombreux domaines : revêtement de pièces, réalisation de certains alliages, fabrication de circuit intégré, mécatronique, etc.
La technologie du vide est également utilisée dans l'industrie de la fonderie des métaux non ferreux, afin d'accroître la qualité des pièces injectées et d'augmenter le rendement des installations en diminuant les rebuts. Elle permet notamment d'obtenir une structure interne des pièces plus homogène et sans inclusions d'air, ce qui garantit le succès des opérations d'usinage, et permet aussi l'obtention de meilleurs états de surface après moulage.
Les applications principales des technologies du vide sont:
- semi-conducteurs ;
- nucléaire ;
- satellites ;
- écrans plats ;
- verres isolants basse émissivité ;
- traitement de surface ;
- matériaux composites ;
- filtres optiques ;
- cellules photovoltaïques ;
- instruments d'analyse (spectromètres) ;
- instruments de recherche scientifique (accélérateurs de particules) ;
- dispositifs d'éclairage conventionnels ou basse consommation ;
- dispositifs de remplissage ;
- distillation sous vide à basse température ;
- élaboration de certains matériaux ;
- construction d'ouvrages d'art (ponts coulés sous vide) ;
- manutention de charges lourdes à l'aide de ventouses ;
- technique de freinage ferroviaire (frein à vide).

### Réalisations
Le Grand collisionneur de hadrons (LHC) est l'un des plus grands systèmes à vide au monde. Il utilise trois systèmes pour que les particules puissent être accélérées dans un milieu aussi vide que l'espace interplanétaire, ainsi que pour l'isolation thermique des parties cryogéniques. Le LHC travaille dans le domaine de l'ultravide : le vide d'isolation, avec un volume de 15 000 m3, est de 10−6 mbar et le vide des tubes de faisceau se situe entre 10–10 et 10−11 mbar. Le LHC utilise plus d'un millier de jauges à vide, un pompage cryogénique et des matériaux spécifiques.

## Organisations et événements
En France se tient un « Salon du vide » et est publiée la Gazette du vide, consacrés aux technologies du vide.
Une association thématique et professionnelle a été créée dans les années 1930 sous le nom de « Société Française des Ingénieurs et Techniciens du Vide » (SFITV), reconnue d'utilité publique en 1957 puis rebaptisée en 1973 « Société française du vide ». Elle a eu 70 ans en 2015, ce qui en fait, selon ses membres, la plus ancienne des sociétés savantes et professionnelles consacrées au vide dans le monde. Cette association regroupe des techniciens et des ingénieurs qui promeuvent, enseignent et diffusent les sciences et les technologies du vide.